# Josep Lluís Facerias

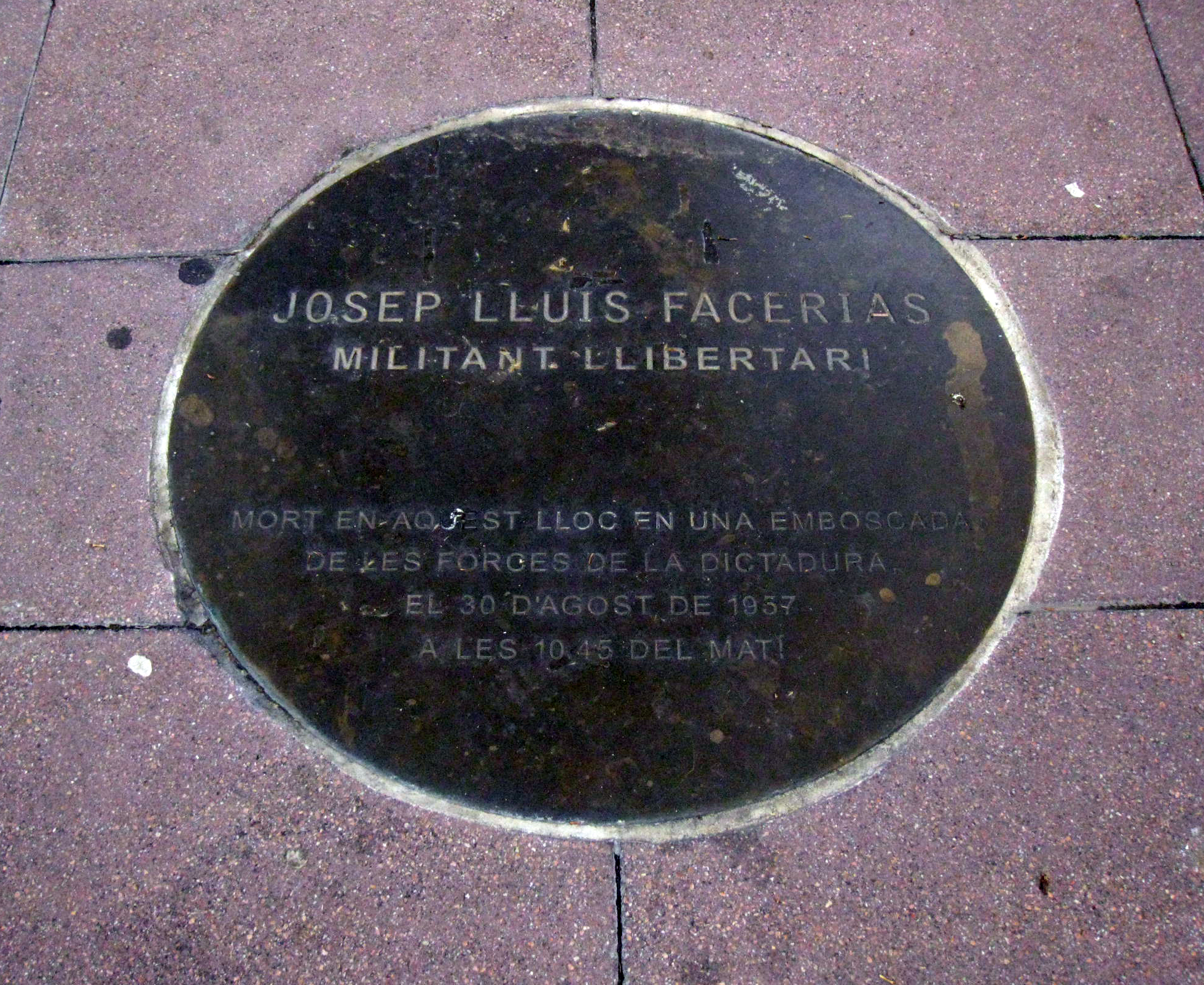
Placa commemorativa al lloc de la seva mort, actual plaça de les Mares de la Plaza de Mayo.

Josep Lluís Facerias, (Barcelona, 6 de gener de 1920 - 30 d'agost de 1957) fou un militant i guerriller anarquista. Va ésser un dels màxims exponents del maquis urbà dels anys quaranta i cinquanta del segle xx.
L'any 1936, quan tenia 16 anys, s'afilia a la Confederació Nacional del Treball i a les Joventuts Llibertàries de Catalunya del barri del Poble-sec (Barcelona). A l'inici de la Guerra Civil espanyola, s'allista en la Columna Ascaso, lluitant tota la guerra al front d'Aragó fins que és fet presoner el 1939 quan l'exèrcit republicà ja es batia en retirada. Aquest mateix any perd la seva companya i la seva filla de mesos, assassinades quan fugien cap a França al costat de milers de refugiats.
Va estar empresonat pel règim franquista fins a l'any 1945. Alliberat, s'incorpora al Sindicat d'Indústries Gràfiques de la CNT, mentre treballava com cambrer i caixer en un restaurant. El temps lliure de què disposa el dedica a l'activitat clandestina antifranquista, sent un dels membres més actius en accions i organització de les Joventuts Llibertàries de Catalunya, les quals tornen a publicar Ruta, el seu diari portaveu. El 1947, després d'estar pres de nou, a la presó model de Barcelona; convençut que la lluita armada era la manera més ràpida d'obtenir diners com a suport al sindicat anarquista, als militants presos i els seus familiars més necessitats, forma el grup guerriller la Partida de maquis de Faceries, realitzant la seva primera acció: un atracament a la fàbrica Hispano-Olivetti, i entra en contacte amb [[]] en 1949. Mor el 30 d'agost de 1957 en una "emboscada" de la policia franquista a l'encreuament dels actuals passejos Verdum i Urrutia amb el carrer Pi i Molist de Barcelona, a la Plaça de las Madres de la Plaza de Mayo, on se'l recorda mitjançant una placa circular recordatòria a terra.